# 浙江大学艺术与考古学院

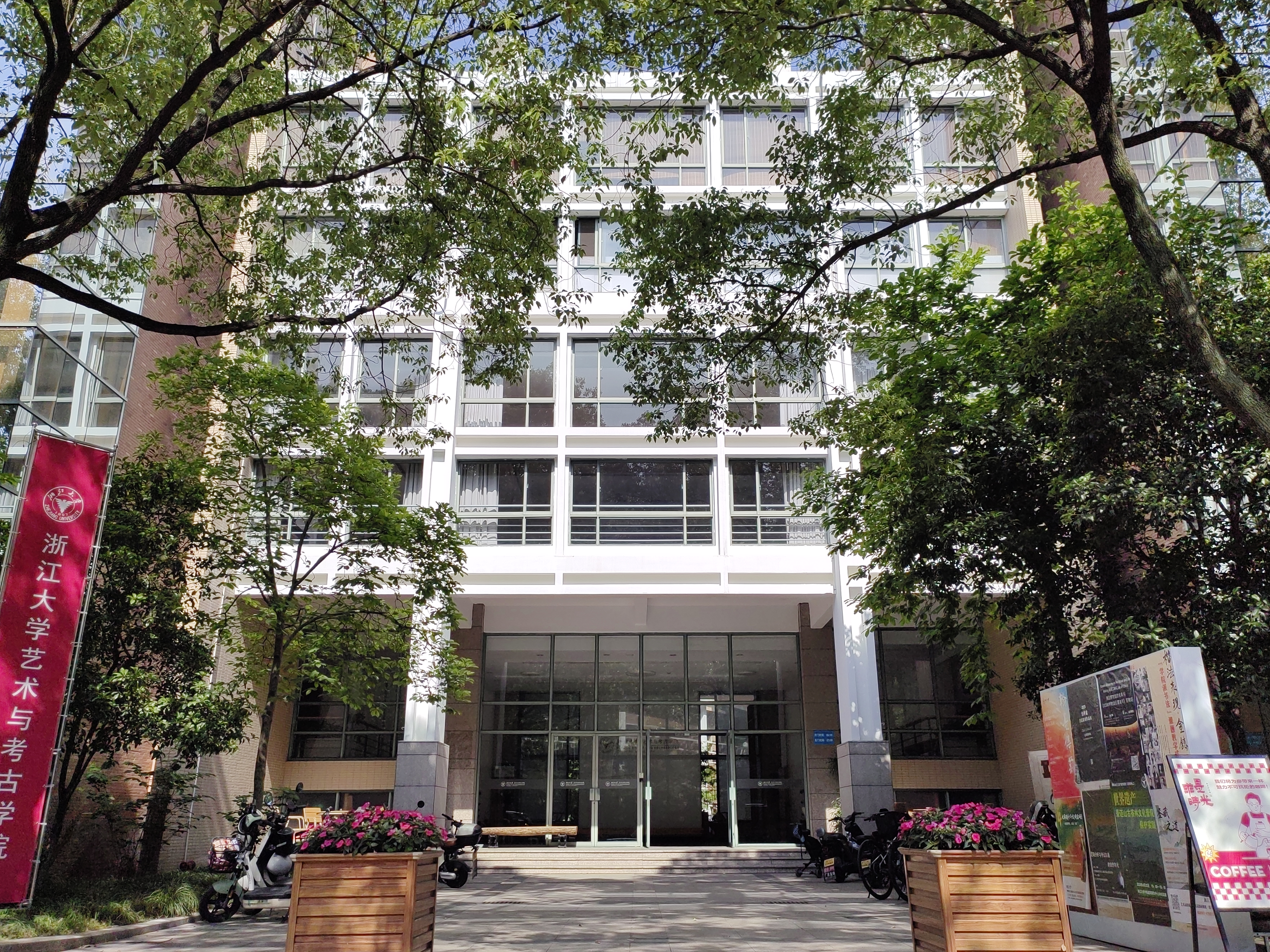
浙江大學藝術與考古學院

浙江大学艺术与考古学院于2019年5月20日成立，隶属于浙江大学人文学部。现有专职教师近60人，本硕博学生430余人。白谦慎担任艺术与考古学院院长、艺术与考古博物馆馆长。

## 简介
浙大整合艺术学系、文物与博物馆学系、艺术与考古博物馆、文化遗产研究院、中国古代书画研究中心等单位建立艺术与考古学院。学院以“5系+1馆”为主要架构，先设考古与文博系、艺术史系、美术学系、设计艺术系和艺术与考古博物馆，未来会将“考古与文博系”分设为“考古学系”和“文化遗产与博物馆学系”。
- 本科专业：文物与博物馆学、书法学、中国画、环境设计、视觉传达设计；其中后面两个专业于2020年最后一次招生之后正式撤销，由艺术与科技专业取代并于2021年正式招生。
- 两个一级学科：艺术学理论、考古学
- 一个二级学科：艺术设计学
- 两个博士后流动站：考古学、艺术学理论[1]

## 艺术与考古博物馆
艺博馆于2019年9月开馆，位于浙大紫金港校区西南端，占地50亩，建筑面积2.5万平米。全馆分为博物馆区与学术区两个功能区。博物馆区分布于第一层，包括展厅、藏品库房、修复展示室、学术报告厅和教育活动区，其中展览面积共3500平米。学术区位于第二和第三层，由方闻图书馆、专业教室构成，主要面向校内师生和专业研究人员。
艺博馆的定位是文明史、艺术史教学博物馆，是大学的文科实验室，最大的特点是通过艺术品原作的收藏、教学、研究与展示来服务“实物教学”，让学生亲手接触到文物和艺术品原作。博物馆的展览和教育活动向社会公众开放。